# Del Aire
Del Aire ist ein census-designated place (CDP) im Süden des Los Angeles County im US-Bundesstaat Kalifornien. Das U.S. Census Bureau hat bei der Volkszählung 2020 eine Einwohnerzahl von 10.338 ermittelt.

## Geographie
Del Aire liegt in der westlichen Metropolregion Los Angeles (South Bay) unterhalb der Kreuzung der Interstate 405 und der Interstate 105. Unmittelbar nordwestlich von Del Aire liegt der Los Angeles International Airport. Über die Station Aviation/LAX ist Del Aire an die Los Angeles Metro Rail angeschlossen.

## Bevölkerungsentwicklung
| Jahr      | 1970   | 1980  | 1990  | 2000  | 2010   | 2020   |
| --------- | ------ | ----- | ----- | ----- | ------ | ------ |
| Einwohner | 11.930 | 8.487 | 8.040 | 9.012 | 10.001 | 10.338 |

## Gebäude
In Del Aire befindet sich das Los Angeles Airport Courthouse. 